# Liste der Streetart-Objekte in Innsbruck-Amras
Die Liste der Streetart-Objekte in Innsbruck-Amras enthält die von der Stadt Innsbruck in Amras gelisteten und realisierten Streetart.

## Streetart
Die folgende Liste enthält katalogisierte Streetart in Innsbruck.
| Foto |                 | Name    | Typ | Standort                              | Künstler                        | Datierung | Beschreibung | Metadaten |
| ---- | --------------- | ------- | --- | ------------------------------------- | ------------------------------- | --------- | ------------ | --------- |
| ja   | Datei hochladen | ID: 641 |     | Philippine-Welser-Straße 1–7 Standort | Inga Krause und Melanie Gandyra | 2023      |              |           |